# AND2
AND2, poprzednia nazwa Andersia Silver – budowany w Poznaniu wieżowiec o docelowej wysokości 116-117 metrów, który zostanie najwyższym budynkiem w mieście. Główną funkcją budynku będą biura, ale uzupełniająco pojawią się tam hotel oraz handel z usługami.
Zlokalizowany przy Placu Andersa, naprzeciwko Starego Browaru, obok Poznańskiego Centrum Finansowego, Andersii Tower i Andersii Business Centre.
Budynek został zaprojektowany przez  Pracownię Architektoniczną Ewy i Stanisława Sipińskich, a wykonawcą wybrana została firma PORR. Powierzchnia biurowa wyniesie 21700 m², a w hotelu będzie 271 pokojów.
Budowa rozpoczęła się w sierpniu 2020 roku. Po zakończeniu budowy części podziemnej prace zostały czasowo wstrzymane do czasu wyboru generalnego wykonawcy. W październiku 2022 roku na budowie wmurowano kamień węgielny.
We wrześniu 2023 roku budynek osiągnął swoją ostateczną wysokość. Oddanie do użytku planowano na rok 2025.

## Najemcy
We wrześniu 2021 podano informację o pierwszym najemcy: trzy najwyższe piętra zostały zarezerwowane przez fińskie przedsiębiorstwo z branży IT - „F-Secure”.